# Дриопа
Дриопа (грч. Dryope) је у грчкој митологији кћерка краља Дриопа и Полидоре, а Овидије у „Метаморфозама“ наводи Еурота као њеног оца.

## Митологија
Дриопа је чувала очева говеда на планини Ети, када су је спазиле хамадријаде и примиле у своје друштво. Међутим, Дриопу је спазио и бог Аполон и пошто му се допала, претворио се у корњачу како би јој се приближио. Девојку је привукла ова животиња и она ју је узела у крило. Тада се Аполон преобразио у змију и оплодио је. Касније се удала за Андремона, а Аполону је родила сина Амфиса. Нимфе нису заборавиле своју другарицу и отеле су је, а код Аполоновог храма, који је претходно изградио Амфис, заузврат су оставиле велику тополу и извор. То су виделе две девојке и разгласиле, па су их расрђене нимфе претвориле у јеле. Дриопин син је подигао светилиште нимфама, при чему је забранио женама учешће у светковинама због две брбљивице које су одале тајну нимфи. Према другом предању, Дриопу је нимфа Лотида претворила у дрво, јер је откинула цвет са њеног дрвета.

## Нимфа Дриопа
У римској митологији се помиње и нимфа Дриопа у коју је био заљубљен бог Фаун.